# Yaşar Kemal
Yaşar Kemal n. 6 octombrie 1923, Gökçedam⁠(d), Osmaniye, Provincia Osmaniye, Turcia – d. 28 februarie 2015, Istanbul, Turcia, pe numele său adevărat Kemal Sadık Gökçeli, a fost unul din cei mai cunoscuți romancieri contemporani ai Turciei. Kemal a fost de origine kurdă.

## Copilăria și adolescența
Yașar Kemal s-a născut în Hemite, pe atunci localitatea era în provincia Adana; azi, locul aparține provinciei Osmaniye și se numește Gökçedam. Părinții lui sunt emigranți kurzi din satul Ernis, provincia Van, care în timpul Primului Război Mondial au ajuns în Çukurova. Tatăl său Sadık Efendi a fost un mare proprietar funciar, mama sa Nigar Hanim provine dintr-o familie de bandiți și briganzi, pe care sărăcia și nevoia i-a mutat în munți.
El a avut o copilărie grea: în urma unui accident cu un cuțit, și-a pierdut ochiul drept și a  trebuit să vadă cum tatăl său a fost înjunghiat într-o Moschee, în timpul unei slujbe, de către fiul său adoptiv, Yusuf. Această tragedie îl traumatiză pe tânărul Yaşar.

## Cariera și activitatea politică
Yaşar Kemal este un observator critic și activ a politicii din Turcia, care intervine pentru respectarea drepturilor omului și a oamenilor din Anatolia, inclusiv a curzilor.
Yaşar Kemal a fost în timpul activității lui de trei ori arestat. 1951–1963 a avut activitatea ca jurnalist și a scris pentru gazeta Cumhuriyet. La acel timp începe să folosească numele de Yaşar Kemal. În 1962 aderă la Partidul Muncitorilor din Turcia „Türkiye İşçi Partisi” (TIP) unde ocupă funcții importante.

## Opere(selecție)
- Ciclul Memed
  - İnce Memed
  - İnce Memed II
  - İnce Memed III
  - İnce Memed IV
- Trilogia anatolică
  - Orta Direk, 1960.
  - Yer Demir Gök Bakır
  - Ölmez Otu
- Teneke, 1962.
- Ağrıdağı Efsanesi, 1970.
- Binboğalar Efsanesi, 1971.
- Yılanı Öldürseler 1976.
- Kușlar da Gitti 1978.
- Deniz Küstü 1978.
- Yağmurcuk Kușu 1980.
- - Fırat Suyu Kan Akıyor Baksana.
- Povestiri
  - Sarı Sıcak.